# Henrik Brodersen
Henrik Urban Brodersen (født 1964 i Skælskør) er medlem af byrådet i Slagelse Kommune og medlem af Folketinget fra 2007 til 2011 og igen fra 2015 til juni 2019, valgt for Dansk Folkeparti i Roskildekredsen (Sjællands Storkreds).

## Baggrund
Henrik Urban Brodersen er født den 3. juni 1964 i Skælskør som søn af smedesvend Vagn Urban Petersen og husmor Mona Kirsten Petersen.
Han er uddannet VVS-montør i 1984, men har også arbejdet som skraldemand.

## Politisk karriere
Henrik Brodersen har tidligere siddet i Skælskør Byråd, ligesom han af tre omgange har været midlertidigt folketingsmedlem. Ved folketingsvalget 2007 opnåede Brodersen valg til Folketinget.